# أليكس شابيرو
أليكس شابيرو (بالإنجليزية: Alex Shapiro)‏ هي ملحنة أمريكية، ولدت في 11 يناير 1962 في نيويورك في الولايات المتحدة.

## وصلات خارجية
- أليكس شابيرو على موقع IMDb (الإنجليزية)
- أليكس شابيرو على موقع ميوزك برينز (الإنجليزية)